# フランス領イオニア諸島

現代の地図におけるイオニア諸島の位置

フランス領イオニア諸島とは、1797年から1800年までフランス帝国統治下にあったギリシャのイオニア諸島のこと。ナポレオン・ボナパルト率いるフランス帝国がナポレオン戦争時にイタリア戦役でオーストリアと戦った際、フランス軍がイオニア諸島を制圧することによって成立、その後の講和条約であるカンポ・フォルミオ条約によってフランスによるイオニア諸島の支配が認められた。

## イオニア諸島の状況
イオニア諸島はギリシャのどこともちがう雰囲気を持つ地域であるが、これはヴェネツィア、イギリスなど西欧諸国の雰囲気をかもし出している。これはギリシャ本土がオスマン帝国に占領されていた時代、ヴェネツィア（1386年 - 1797年）、フランス（1797年 – 1800年）、ロシア、オスマン帝国による共同統治（イオニア七島連邦国）（1800年 – 1807年）、フランス（1807年）、イギリス（1809年 – 1810年、1814年 - 1864年）と様々な国の統治を受けてきたためであり、特にケルキラ島はギリシャ人にとっての西欧へのとびらであり、西ヨーロッパの文化、思想はケルキラ島を通じてギリシャへ流れ込んでいた。
特にヴェネツィア支配下の時代、ケルキラ島を中心にブトリント、パルガ、プレヴェザ、ヴォニツァの4つの町が連携してヴェネツィア風の議会を通じて自治を行なっており、島に住む人々はヴェネツィアによる支配におおむね満足していた。

## フランスによる支配
1796年、イタリア北部を占領したナポレオンはヴェネツィアが領有していたイオニア諸島への関心を持った事から、イオアニアのテペデレンリ・アリー・パシャの下へ使者を派遣した。しかし、1797年、オーストリアとフランスは戦争となると、フランス軍がイオニア諸島を突然、襲撃してこれを占領した。この戦争の講和条約として、カンポ・フォルミオ条約が結ばれたが、イオニア諸島はフランスの領有下となった。
ナポレオンは占領後、イオニア諸島が地中海東部における重要な位置を占めていると判断、アンセルム・ゲンテイリ将軍を司政官に任命、さらに島民らにフランスが重要視していることを知らしめるためにナポレオンは身内であるウジェーヌ・ド・ボアルネをケルキラ島へ派遣して島民らを懐柔させた。
イオニア諸島の人々はこれらの処遇に対してフランス軍を解放者として歓迎、ヴェネツィア支配下で使用された「聖マルコの旗」を降ろし、ヴェネツィアへの忠誠を誓う証「黄金文書」を焼却し、その代わりに「自由の樹」を植えてフランス軍を迎えた。しかし、フランス軍はイオニア諸島の貴族らの特権を廃止するなどはしたが、庶民には何も与えることなく、それどころか以前にまして激しい重税が課せられた。そして島の政治団体も解散させられ、これに抗議した人々は逮捕された。
そして新たな法体系が持ち込まれた事により、これまで用いてきた法律と混同され、さらには「特別区」が設定されたことにより混乱を招いた。さらには島に駐屯したフランス軍はギリシャの独立にはなんら関心を持たず、それどころかギリシャ人の敵であるアリー・パシャとも取引してこれを支援することもあった。そのため、イオニア諸島の貴族らは占領当初から警戒感を抱いていた。
イオニア諸島の貴族らはフランス軍が強制軍税を課そうとしたことに対して拒否、これにより逮捕者を出す事となったが、この中には後のギリシャ初代大統領イオアニス・カポディストリアスの父、アントニオ・マリア・カポディストリアス伯爵も含まれていた。彼らは投獄された後、死刑こそ免れたが全財産は没収された。

### フランスによるイオニア諸島の占領政策
フランス軍はイオニア諸島を占領すると各島に住む正教徒、カトリック教徒、ユダヤ教徒の代表者を集めて臨時自治政府を設立させたが、これにはブルジョアジーだけではなく、農民、手工業者らの参加も認められた。
そのため、1797年7月、ケルキラ島ではフランス軍歓迎の祭りが開かれ、町の広場には「自由の樹」が植えられ人々はその樹の周りを踊りながら「ラ・マルセイエーズ」を謳った。しかし、島内の反ユダヤ主義者らは深夜に「自由の樹」を切り倒すとフランス軍に対してユダヤ教徒代表を加えた事を抗議した。
これに対してフランス軍は事態収拾のためにこれらの騒動の首謀者を逮捕しようとしたが、ケルキラ島の守護聖人「スピリドン」教会の宝をフランス軍が略奪しようとしているという噂が流れたため、民衆らが蜂起する事態に至った。このため、ケルキラ島の島民らは占領初期よりフランス支配にたいして不信を抱いており、時には敵意を隠さなかった。一方で「愛国社会教育協会」が設立されて啓蒙主義理念の伝播を行なうなど、フランスびいきの教養人らが居り、ナランティス兄弟、ロベルドス伯、ブルガリス、ブルバキス一族などが親仏派と目されていた。
ケファロニア島のアルゴストリ市では民主グループがジャコバン的急進派グループ「護憲教会」を設立させていた。この団体はキリスト教の廃止、偶像の崇拝、オリンピックの復活など古代ギリシャへの復帰を目指す社会体制の変革について議論が行なわれたが、これは現実離れしたものであった。
イオニア諸島の対岸にはカンポ・フォルミオ条約でヴェネツィア領からフランス領へ移動した地域が存在したが、これはエピルスの実力者アリー・パシャが狙いを定めていた。また、ナポレオンもイオニア諸島を足がかりに東へ向かう事を考えていた。
そのため、アリー・パシャはフランス軍の援助を利用してブトリントーを占領するとアルタ湾入り口のプレヴェザ、ヴォニツァの支配権をフランスに要求したが、フランスはこれを拒否した。これを受けてアリー・パシャはフランス軍を攻撃してニコポリスで撃破、ブレヴェザ、ヴォニツァを占領した。
この戦いではイオニア諸島のギリシャ人らはフランス軍に協力したが、対岸のギリシャ人らの多くがアリー・パシャの支援を行なったために、ギリシャ人らによるギリシャ独立国家実現が困難な道を選ぶであろうことが暗示された。

## 終焉
1798年5月、ナポレオンがエジプト遠征を開始した。ナポレオンはマムルークを撃破してカイロを占拠したが、8月にホレーショ・ネルソン提督率いるイギリス艦隊がアブキール湾の戦いでフランス艦隊を撃破、ナポレオンはエジプトに孤立することとなった。
この状況に及びヨーロッパ列強らはフランスへの攻撃を開始、イギリスはロシアを味方にするために動き、オスマン帝国は9月にフランスへ宣戦布告して宿敵であるロシアに接近した。1798年12月23日、イギリスの仲介によりオスマン帝国、ロシアが露土同盟を結んでフランスへ宣戦布告を行なった。
さらにこの同盟にはイギリス、オーストリア、ナポリ王国が加わり第二次対仏大同盟へ発展した。そのため、ロシアの黒海艦隊がボスポラス、ダーダルネス海峡を通過して地中海へ出る事が可能となり、ロシア艦隊はフランスが支配していたイオニア諸島の占領作戦を開始、さらにこれにはオスマン帝国艦隊も加わっていた。1798年9月24日、連合艦隊はキチラ島の占領に成功、1799年3月にはイオニア諸島のケルキラ島の占領に成功した。
ロシア艦隊のウシャコフ提督はキチラ島占領の際に島の住民らにフランス軍を追い出した後は住民らの希望に沿った自治政府を設立することを約束しており、さらにはコンスタンティノープル総主教グレゴリオ5世が1798年に発表した教書においてフランスを激しく非難、ロシア・オスマン帝国のみが本当の自由を与えることを述べており、イオニア諸島の過去の特権復活を約束していた。そのため、フランス軍の司令部が置かれたケルキラ島を除いたイオニア諸島の人々らはフランス軍の排除に協力的であった。
加えて、対岸の実力者アリー・パシャはスルタンへの忠誠を行なって、ロシア、オスマン帝国に協力を申し出たため、1799年3月3日、ケルキラ島は陥落した。そのため、イオニア諸島はロシア、オスマン帝国による共同管理下に置かれ、フランス領イオニア諸島は終焉を迎えた。

## その後のイオニア諸島
フランス軍がイオニア諸島から追い出されたことにより、ロシア、オスマン帝国軍によってイオニア共和国が設立され、ケルキラ島に中央政府「元老院（セナート）」が置かれる事になり、シピリドン・テオトキスが元首となった。これを受けたイオニア諸島の人々は真の独立がイオニア諸島にもたらされたと考えていた。
ケルキラの中央政府は1799年5月、憲法制定のための委員を選出したが、ロシア、オスマン帝国の間ではイオニア諸島における方針が決定されていない状況であった。9月、委員会が憲法草案をまとめロシア、オスマン帝国によ承認を得るためにイスタンブール、サンクトペテルブルクへそれぞれ向かった。
しかし、イスタンブールへ向かったイオニア諸島全権代表はオスマン帝国の強硬姿勢に押し切られ、反動的な憲法へ修正することを独自に承諾、イオニア諸島はオスマン帝国の従属地で貢納することまで決定された。
結局、憲法草案は幻に終わり、新たな「ビザンティン憲法」が1800年4月1日にオスマン帝国とイオニア諸島貴族の間で調印され、さらにロシア、オスマン帝国間でコンスタンティノープル協定が結ばれたことにより「イオニア七島連邦国」が成立することとなる。